# Nicolas Mahut
Nicolas Pierre Armand Mahut (Angers, 21 gennaio 1982) è un tennista francese, cinque volte vincitore di tornei del Grande Slam nella specialità del doppio maschile insieme a Pierre-Hugues Herbert, con il quale ha vinto anche due ATP Finals e sette Masters 1000. In doppio si é aggiudicato in totale 37 titoli nel circuito maggiore e ha raggiunto la prima posizione della classifica mondiale nel giugno del 2016.
Si è distinto anche in singolare vincendo quattro titoli ATP, tutti sull'erba, e spingendosi fino alla 37ª posizione mondiale nel maggio 2014. A partire dal 2021 ha giocato esclusivamente in doppio.

## Carriera
Mahut è professionista dal 2000 e già nel 1999 vince il primo titolo in carriera nel torneo ITF di doppio France F8. L'anno successivo si aggiudica il primo titolo dell'ATP Challenger Tour in doppio a Contrexéville in coppia con Julien Benneteau.  Il primo successo in singolare arriva nel 2001 al torneo ITF Luxembourg F1, mentre vince il primo torneo Challenger in singolare al Manchester Trophy 2003 con il successo in finale sul belga Gilles Elseneer. Dopo aver vinto in doppio sette tornei ITF e sei Challenger, nell'ottobre 2003 vince assieme a Benneteau il primo torneo del circuito ATP alla prima edizione dell'Open de Moselle ed entra nella top 100. Il mese successivo fa il suo ingresso anche nella top 100 del ranking di singolare.
Nel 2004 disputa in doppio due finali ATP, si conferma campione all'Open de Moselle e chiude la stagione al 27º posto mondiale. Apre il 2005 salendo al 25º posto in doppio, subisce poi una flessione in quella stagione e in quella successiva e scende nel ranking, nonostante i quarti raggiunti al Roland Garros 2006. Dopo che nel 2004 era uscito dalla top 100 in singolare, vi fa rientro nel 2006 vincendo tre titoli Challenger consecutivi e sale al 61º posto. Esce di nuovo dalla top 100 e vi rientra nel giugno 2007, quando sconfigge sull'erba dei Queen's Club Championships Rafael Nadal e Ivan Ljubičić e raggiunge la prima finale ATP in singolare in carriera, persa contro Andy Roddick. Perde la finale ATP sull'erba anche a Newport contro Fabrice Santoro e dopo altri buoni risultati sale al 45º posto. Quell'anno raggiunge in doppio i quarti agli Australian Open e le semifinali agli US Open, perde in finale al Thailand Open e rientra nella top 40.
All'inizio del 2008 porta il miglior ranking in singolare al 40º posto. Nel prosieguo della stagione non consegue grandi risultati e all'inizio del 2009 esce dalla top 100 in entrambe le specialità. Anche quella stagione si rivela mediocre e rientra nella top 100 di doppio a fine anno quando vince al Grand Prix de Tennis de Lyon il suo terzo titolo ATP. Dopo essere nuovamente uscito dalla top 100 di doppio, vi ritorna nel 2010 con tre titoli Challenger, ma non brilla nei circuito maggiore e in singolare. Nel 2011 risale nella top 100 in singolare con buone prestazioni soprattutto nei Challenger mentre delude in doppio e si riscatta a fine anno raggiungendo la sua prima finale in un Masters 1000, persa in coppia con Julien Benneteau al torneo di Parigi. Nel 2012 fornisce discrete prestazioni nel circuito maggiore in singolare e si mantiene nella top 100 fino a novembre. In doppio torna a vincere un torneo ATP dopo oltre due anni a febbraio a Montpellier in coppia con Édouard Roger-Vasselin, e si ripetono subito dopo vincendo anche a Marsiglia. Torna a mettersi in luce verso fine anno arrivando nei quarti agli US Open con Benneteau e vincendo a Metz assieme a Roger-Vasselin; risale nel ranking fino al 34º posto.
Nella prima parte del 2013 non consegue risultati di rilievo e il suo rendimento cambia in positivo dopo aver raggiunto in doppio la sua prima finale in uno Slam al Roland Garros, dove in coppia con Michaël Llodra viene sconfitto da Bob e Mike Bryan per	4-6, 6-4, 6-7 e sale al 32º posto mondiale. In singolare scende oltre il 200º posto e a giugno vince il Rosmalen Open, conquistando il suo primo titolo ATP in singolare in carriera con il successo in finale su Stan Wawrinka per 6-3, 6-4. Il mese dopo vince il suo secondo titolo a Newport battendo in finale Lleyton Hewitt e rientra nella top 100. A Newport vince anche il torneo di doppio assieme a Roger-Vasselin e risale alla 27ª posizione. Di rilievo a fine anno la semifinale in singolare e la finale in doppio raggiunte a Metz e un titolo Challenger in singolare.
Inizia bene il 2014 in doppio, raggiunge con Llodra per la prima volta le semifinali agli Australian Open, perde la finale a Montpellier in coppia con Marc Gicquel, vince il suo primo torneo ATP 500 con Llodra al Rotterdam Open e dopo le buone prestazione nei primi due Masters 1000 stagionali negli Stati Uniti a maggio entra per la prima volta nella top 10, al 10º posto. Perde posizioni dopo l'eliminazione al terzo turno al Roland Garros ma ne recupera raggiungendo la sua prima semifinale al torneo di Wimbledon. Stenta in singolare, e ad agosto esce dalla top 100. A fine anno vince alcuni tornei Challenger. Nel 2015 inizia la stagione giocando in doppio con Pierre-Hugues Herbert e subito raggiungono la finale agli Australian Open, persa contro Simone Bolelli / Fabio Fognini. Perdono la finale anche al Rosmalen Open, dove invece si impone in singolare, confermandosi un giocatore temibile sui campi in erba. Vince con Herbert anche al Queen's e soprattutto agli US Open, dove conquista il primo titolo del Grande Slam sconfiggendo in finale Jamie Murray / John Peers per 6-4, 6-4. Perdono in finale a Metz e Mahut porta il miglior ranking al 9º posto. Accede per la prima volta alle ATP Finals, e viene eliminato con Herbert nel round robin. Di rilievo in singolare il quarto turno a Wimbledon, con cui si porta al 37º posto, che rimarrà il suo miglior ranking in singolare in carriera, e il terzo turno agli US Open.
I primi grandi risultati del 2016 arrivano al Rotterdam Open, perde la semifinale in singolare e vince il doppio in coppia con Vasek Pospisil. Riprende a giocare con Herbert e ha inizio un grande periodo in cui trionfano all'Indian Wells Open – nel suo primo successo in un Masters 1000 – e si ripetono nei Masters del Miami Open e di Monte Carlo. Riprendono a vincere in estate con i successi ai Queen's Club Championships e soprattutto al Torneo di Wimbledon, dove hanno la meglio in finale su Julien Benneteau / Édouard Roger-Vasselin per 6-4, 7-6, 6-3. A giugno sale per la prima volta al primo posto mondiale. Escono in semifinale agli US Open e perdono le finali ad Anversa e al Paris Masters. Per il secondo anno di fila escono nel round robin alle ATP Finals. In singolare si mette in luce con un nuovo successo al Rosmalen Open e il quarto turno a Wimbledon.
Dal 2017 in poi manifesta un vistoso calo di rendimento in singolare e comincia a dedicarsi di meno alla specialità, raccogliendo comunque ancora buoni risultati come la vittoria contro Wawrinka al torneo del Queen's 2019. Continua a cogliere i più grandi successi soprattutto nel doppio e nel 2017, dopo il successo all'Open 13 di Marsiglia con Benneteau, si aggiudica con Herbert i Masters 1000 di Roma, Montréal e Cincinnati. Nel 2018 trionfano al Rotterdam Open, all'Open di Francia, e con Roger-Vasselin vince a Metz e ad Anversa. Di nuovo con Herbert si impone agli Australian Open 2019, completando così il Career Grand Slam. Quello stesso anno vince assieme a Herbert anche il suo settimo Masters 1000 a Parigi e, per la prima volta, le ATP Finals, con la vittoria in finale su Raven Klaasen e Michael Venus, oltre a raggiungere la finale di Wimbledon con Roger-Vasselin. 
Dopo un 2020 sotto tono, con tre titoli ATP ma nessun quarto di finale Slam, vince il suo quinto torneo del Grande Slam all'Open di Francia 2021, di nuovo in coppia con Herbert, assieme al quale a fine anno trionfa per la seconda volta alle ATP Finals. Nell'ottobre 2022 vince il suo 37º ATP al Firenze Open in coppia con Roger-Vasselin. Nel 2023 disputa tre finali tra cui quella al Masters di Miami con Austin Krajicek, ma non conquista nessun titolo, mentre nei tornei Slam raggiunge la semifinale agli US Open con Herbert.
Nel 2024 gioca con vari compagni e non raggiunge nessuna finale nel circuito maggiore (una invece a livello Challenger con Quentin Halys), subendo poi un infortunio al gomito a Wimbledon che lo tiene fuori dalle competizioni per tutto il resto dell'anno. Durante l'inattività lavora come allenatore di Adrian Mannarino.
Nel 2025 annuncia l'intenzione di ritirarsi a fine anno e torna in campo a maggio, disputando con Herbert il Challenger di Bordeaux, l'ATP di Ginevra e il Roland Garros, senza però ottenere vittorie.

## Caratteristiche tecniche
Giocatore dotato di grande tocco e sensibilità, Mahut è un tennista che si trova più a suo agio sulle superfici veloci (e in particolare l'erba), dove il suo tennis, fatto di frequenti discese a rete e basato sull'attacco, risulta più efficace. Uno degli ultimi a praticare il Serve & volley, nonostante buoni colpi da fondo campo il suo tennis risulta quindi molto più adatto al doppio che al singolo, come testimoniano i numerosi successi ottenuti nella specialità. Gioca il rovescio a una mano.

## Il match più lungo della storia del tennis
È famoso anche per aver giocato e perso contro John Isner il match più lungo della storia del tennis: iniziato il 22 giugno 2010, l'incontro è terminato due giorni dopo con la vittoria di Isner 70-68 al quinto set, dopo più di 11 ore di gioco. Il match ha superato tutti i record per numero di game, di ace conseguiti e di tempo giocato.

## Vita privata
Ha un figlio, Natanael, nato dal suo matrimonio con la connazionale Virginie.

## Statistiche

### Singolare

#### Vittorie (4)
| Legenda                   |
| Grande Slam (0)           |
| ATP Finals (0)            |
| ATP Tour Masters 1000 (0) |
| ATP Tour 500 (0)          |
| ATP Tour 250 (4)          |

| Titoli per superficie |
| Cemento (0)           |
| Terra rossa (0)       |
| Erba (4)              |
| Sintetico (0)         |

| N. | Data           | Torneo                                     | Superficie | Avversario in finale | Punteggio     |
| 1. | 22 giugno 2013 | Rosmalen Open, 's-Hertogenbosch (1)        | Erba       | Stan Wawrinka        | 6-3, 6–4      |
| 2. | 14 luglio 2013 | Hall of Fame Tennis Championships, Newport | Erba       | Lleyton Hewitt       | 5-7, 7-5, 6-3 |
| 3. | 14 giugno 2015 | Rosmalen Open, 's-Hertogenbosch (2)        | Erba       | David Goffin         | 7-6(1), 6–1   |
| 4. | 13 giugno 2016 | Rosmalen Open, 's-Hertogenbosch (3)        | Erba       | Gilles Müller        | 6-4, 6-4      |

#### Finali perse (2)
| Legenda                   |
| Grande Slam (0)           |
| ATP Finals (0)            |
| ATP Tour Masters 1000 (0) |
| ATP Tour 500 (0)          |
| ATP Tour 250 (2)          |

| Titoli per superficie |
| Cemento (0)           |
| Terra rossa (0)       |
| Erba (2)              |
| Sintetico (0)         |

| N. | Data           | Torneo                                     | Superficie | Avversario in finale | Punteggio           |
| 1. | 17 giugno 2007 | Queen's Club Championships, Londra         | Erba       | Andy Roddick         | 6–4, 6(7)–7, 6(2)–7 |
| 2. | 15 luglio 2007 | Hall of Fame Tennis Championships, Newport | Erba       | Fabrice Santoro      | 4–6, 4–6            |

### Doppio

#### Vittorie (37)
| Legenda                  |
| Grande Slam (5)          |
| ATP Finals (2)           |
| ATP Tour Master 1000 (7) |
| ATP Tour 500 (8)         |
| ATP Tour 250 (15)        |

| Titoli per superficie |
| Cemento (28)          |
| Terra rossa (4)       |
| Erba (5)              |
| Sintetico (0)         |

| N.  | Data              | Torneo                                     | Superficie  | Compagno               | Avversario in finale                    | Punteggio            |
| 1.  | 29 settembre 2003 | Open de Moselle, Metz (1)                  | Cemento (i) | Julien Benneteau       | Michaël Llodra Fabrice Santoro          | 7–6(2), 6–3          |
| 2.  | 16 ottobre 2004   | Open de Moselle, Metz (2)                  | Cemento (i) | Arnaud Clément         | Ivan Ljubičić Uros Vico                 | 6–2, 7–6(8)          |
| 3.  | 31 ottobre 2009   | Grand Prix de Tennis de Lyon, Lione        | Cemento (i) | Julien Benneteau       | Arnaud Clément Sébastien Grosjean       | 6–4, 7–6(6)          |
| 4.  | 5 febbraio 2012   | Open Sud de France, Montpellier            | Cemento (i) | Édouard Roger-Vasselin | Paul Hanley Jamie Murray                | 6–4, 7–6(4)          |
| 5.  | 26 febbraio 2012  | Open 13 Provence, Marsiglia (1)            | Cemento (i) | Édouard Roger-Vasselin | Dustin Brown Jo-Wilfried Tsonga         | 3-6, 6-3, [10-6]     |
| 6.  | 23 settembre 2012 | Open de Moselle, Metz (3)                  | Cemento (i) | Édouard Roger-Vasselin | Johan Brunström Frederik Nielsen        | 7-6(3), 6-4          |
| 7.  | 14 luglio 2013    | Hall of Fame Tennis Championships, Newport | Erba        | Édouard Roger-Vasselin | Tim Smyczek Rhyne Williams              | 6(4)-7, 6-2, [10-5]  |
| 8.  | 16 febbraio 2014  | Rotterdam Open, Rotterdam (1)              | Cemento (i) | Michaël Llodra         | Jean-Julien Rojer Horia Tecău           | 6-2, 7-6(4)          |
| 9.  | 21 giugno 2015    | Queen's Club Championships, Londra (1)     | Erba        | Pierre-Hugues Herbert  | Marcin Matkowski Nenad Zimonjić         | 6–2, 6–2             |
| 10. | 12 settembre 2015 | US Open, New York                          | Cemento     | Pierre-Hugues Herbert  | Jamie Murray John Peers                 | 6–4, 6–4             |
| 11. | 14 febbraio 2016  | Rotterdam Open, Rotterdam (2)              | Cemento (i) | Vasek Pospisil         | Philipp Petzschner Alexander Peya       | 7–6(2), 6–4          |
| 12. | 19 marzo 2016     | Indian Wells Open, Indian Wells            | Cemento     | Pierre-Hugues Herbert  | Vasek Pospisil Jack Sock                | 6-3, 7-6(5)          |
| 13. | 2 aprile 2016     | Miami Open, Miami                          | Cemento     | Pierre-Hugues Herbert  | Raven Klaasen Rajeev Ram                | 5-7, 6-1, [10-7]     |
| 14. | 18 aprile 2016    | Monte Carlo Masters, Monte Carlo           | Terra rossa | Pierre-Hugues Herbert  | Jamie Murray Bruno Soares               | 4-6, 6-0, [10-6]     |
| 15. | 19 giugno 2016    | Queen's Club Championships, Londra (2)     | Erba        | Pierre-Hugues Herbert  | Chris Guccione André Sá                 | 6-3, 7-6(5)          |
| 16. | 9 luglio 2016     | Torneo di Wimbledon, Londra                | Erba        | Pierre-Hugues Herbert  | Julien Benneteau Édouard Roger-Vasselin | 6-4, 7-6(1), 6-3     |
| 17. | 26 febbraio 2017  | Open 13 Provence, Marsiglia (2)            | Cemento (i) | Julien Benneteau       | Robin Haase Dominic Inglot              | 6-4, 6(9)-7, [10-5]  |
| 18. | 21 maggio 2017    | Internazionali d'Italia, Roma              | Terra rossa | Pierre-Hugues Herbert  | Ivan Dodig Marcel Granollers            | 4-6, 6-4, [10-3]     |
| 19. | 13 agosto 2017    | Canadian Open, Montréal                    | Cemento     | Pierre-Hugues Herbert  | Rohan Bopanna Ivan Dodig                | 6-4, 3-6, [10-6]     |
| 20. | 20 agosto 2017    | Cincinnati Open, Cincinnati                | Cemento     | Pierre-Hugues Herbert  | Jamie Murray Bruno Soares               | 7–6(6), 6–4          |
| 21. | 18 febbraio 2018  | Rotterdam Open, Rotterdam (3)              | Cemento (i) | Pierre-Hugues Herbert  | Oliver Marach Mate Pavić                | 2-6, 6-2, [10-7]     |
| 22. | 9 giugno 2018     | Open di Francia, Parigi                    | Terra rossa | Pierre-Hugues Herbert  | Oliver Marach Mate Pavić                | 6–2, 7–6(4)          |
| 23. | 23 settembre 2018 | Open de Moselle, Metz (4)                  | Cemento (i) | Édouard Roger-Vasselin | Ken Skupski Neal Skupski                | 6-1, 7-5             |
| 24. | 21 ottobre 2018   | European Open, Anversa                     | Cemento (i) | Édouard Roger-Vasselin | Marcelo Demoliner Santiago González     | 6-4, 7-5             |
| 25. | 27 gennaio 2019   | Australian Open, Melbourne                 | Cemento     | Pierre-Hugues Herbert  | Henri Kontinen John Peers               | 6-2, 7-6(1)          |
| 26. | 6 ottobre 2019    | Japan Open Tennis Championships, Tokyo     | Cemento     | Édouard Roger-Vasselin | Nikola Mektić Franko Škugor             | 7-6(7), 6-4          |
| 27. | 3 novembre 2019   | Paris Masters, Parigi                      | Cemento (i) | Pierre-Hugues Herbert  | Karen Khachanov Andrey Rublev           | 6-4, 6-1             |
| 28. | 17 novembre 2019  | ATP Finals, Londra                         | Cemento (i) | Pierre-Hugues Herbert  | Raven Klaasen Michael Venus             | 6-3, 6-4             |
| 29. | 16 febbraio 2020  | Rotterdam Open, Rotterdam (4)              | Cemento (i) | Pierre-Hugues Herbert  | Henri Kontinen Jan-Lennard Struff       | 7-6(5), 4-6, [10-7]  |
| 30. | 23 febbraio 2020  | Open 13 Provence, Marsiglia (3)            | Cemento (i) | Vasek Pospisil         | Wesley Koolhof Nikola Mektić            | 6-3, 6-4             |
| 31. | 18 ottobre 2020   | ATP Cologne 1, Colonia                     | Cemento (i) | Pierre-Hugues Herbert  | Łukasz Kubot Marcelo Melo               | 6-4, 6-4             |
| 32. | 12 giugno 2021    | Open di Francia, Parigi (2)                | Terra rossa | Pierre-Hugues Herbert  | Aleksandr Bublik Andrej Golubev         | 4-6, 7-6(1), 6-4     |
| 33. | 20 giugno 2021    | Queen's Club Championships, Londra (3)     | Erba        | Pierre-Hugues Herbert  | Reilly Opelka John Peers                | 6-4, 7-5             |
| 34. | 24 ottobre 2021   | European Open, Anversa (2)                 | Cemento (i) | Fabrice Martin         | Wesley Koolhof Jean-Julien Rojer        | 6-0, 6-1             |
| 35. | 21 novembre 2021  | ATP Finals, Torino (2)                     | Cemento (i) | Pierre-Hugues Herbert  | Rajeev Ram Joe Salisbury                | 6-4, 7-6(0)          |
| 36. | 6 febbraio 2022   | Open Sud de France, Montpellier            | Cemento (i) | Pierre-Hugues Herbert  | Lloyd Glasspool Harri Heliövaara        | 4-6, 7-6(3), [12-10] |
| 37. | 16 ottobre 2022   | Firenze Open, Firenze                      | Cemento (i) | Édouard Roger-Vasselin | Ivan Dodig Austin Krajicek              | 7-6(3), 6-3          |

#### Finali perse (21)
| Legenda                   |
| Grande Slam (3)           |
| ATP Finals (1)            |
| ATP Tour Masters 1000 (5) |
| ATP Tour 500 (1)          |
| ATP Tour 250 (12)         |

| Sconfitte per superficie |
| Cemento (14)             |
| Terra rossa (4)          |
| Erba (3)                 |
| Sintetico (1)            |

| N.  | Data              | Torneo                                     | Superficie    | Compagno               | Avversario in finale                     | Punteggio                          |
| 1.  | 6 ottobre 2003    | Grand Prix de Tennis de Lyon, Lione (1)    | Sintetico (i) | Julien Benneteau       | Jonathan Erlich Andy Ram                 | 1–6, 3–6                           |
| 2.  | 10 luglio 2004    | Hall of Fame Tennis Championships, Newport | Erba          | Grégory Carraz         | Jordan Kerr Jim Thomas                   | 3–6, 7–6(5), 3–6                   |
| 3.  | 29 settembre 2007 | Thailand Open, Bangkok                     | Cemento (i)   | Michaël Llodra         | Sanchai Ratiwatana Sonchat Ratiwatana    | 6–3, 5–7, [7–10]                   |
| 4.  | 13 novembre 2011  | Paris Masters, Parigi (1)                  | Cemento (i)   | Julien Benneteau       | Rohan Bopanna Aisam-ul-Haq Qureshi       | 2–6, 4–6                           |
| 5.  | 8 giugno 2013     | Open di Francia, Parigi                    | Terra rossa   | Michaël Llodra         | Bob Bryan Mike Bryan                     | 4–6, 6–4, 6(3)–7                   |
| 6.  | 22 settembre 2013 | Open de Moselle, Metz (1)                  | Cemento (i)   | Jo-Wilfried Tsonga     | Johan Brunström Raven Klaasen            | 4-6, 6(5)-7                        |
| 7.  | 9 febbraio 2014   | Open Sud de France, Montpellier (2)        | Cemento (i)   | Marc Gicquel           | Nikolaj Davydenko Denis Istomin          | 4–6, 6–1, [7–10]                   |
| 8.  | 31 gennaio 2015   | Australian Open, Melbourne                 | Cemento       | Pierre-Hugues Herbert  | Simone Bolelli Fabio Fognini             | 4-6, 4-6                           |
| 9.  | 14 giugno 2015    | Rosmalen Open, 's-Hertogenbosch            | Erba          | Pierre-Hugues Herbert  | Łukasz Kubot Ivo Karlović                | 6–2, 7–6(9)                        |
| 10. | 27 settembre 2015 | Open de Moselle, Metz (2)                  | Cemento (i)   | Pierre-Hugues Herbert  | Łukasz Kubot Édouard Roger-Vasselin      | 6–2, 3–6, [7–10]                   |
| 11. | 23 ottobre 2016   | European Open, Anversa                     | Cemento (i)   | Pierre-Hugues Herbert  | Daniel Nestor Édouard Roger-Vasselin     | 4-6, 4-6                           |
| 12. | 6 novembre 2016   | Paris Masters, Parigi (2)                  | Cemento (i)   | Pierre-Hugues Herbert  | Henri Kontinen John Peers                | 4-6, 6-3, [6-10]                   |
| 13. | 14 maggio 2017    | Madrid Open, Madrid                        | Terra rossa   | Édouard Roger-Vasselin | Łukasz Kubot Marcelo Melo                | 5-7, 3-6                           |
| 14. | 18 novembre 2018  | ATP Finals, Londra                         | Cemento (i)   | Pierre-Hugues Herbert  | Mike Bryan Jack Sock                     | 7-5, 1-6, [11-13]                  |
| 15. | 13 luglio 2019    | Torneo di Wimbledon, Londra                | Erba          | Édouard Roger-Vasselin | Juan Sebastián Cabal Robert Farah        | 7-6(5), 6(5)-7, 6(6)-7, 7-6(5) 3-6 |
| 16. | 22 settembre 2019 | Open de Moselle, Metz (3)                  | Cemento (i)   | Édouard Roger-Vasselin | Robert Lindstedt Jan-Lennard Struff      | 6-2, 6(1)-7, [4-10]                |
| 17. | 23 maggio 2021    | Open Parc Auvergne-Rhône-Alpes, Lione      | Terra rossa   | Pierre-Hugues Herbert  | Hugo Nys Tim Pütz                        | 4-6, 7-5, [8-10]                   |
| 18. | 7 novembre 2021   | Paris Masters, Parigi (3)                  | Cemento (i)   | Pierre-Hugues Herbert  | Tim Pütz Michael Venus                   | 3-6, 7-6(4), [9-11]                |
| 19. | 30 ottobre 2022   | Swiss Indoors, Basilea                     | Cemento (i)   | Édouard Roger-Vasselin | Ivan Dodig Austin Krajicek               | 4-6, 6(5)-7                        |
| 20. | 25 febbraio 2023  | Open 13, Marsiglia                         | Cemento (i)   | Fabrice Martin         | Santiago González Édouard Roger-Vasselin | 6-4, 6(4)-7, [7-10]                |
| 21. | 1º aprile 2023    | Miami Open                                 | Cemento       | Austin Krajicek        | Édouard Roger-Vasselin Santiago González | 6(4)-7, 5-7                        |
| 22. | 26 maggio 2023    | Open Parc Auvergne-Rhône-Alpes, Lione (2)  | Terra rossa   | Matwé Middelkoop       | Rajeev Ram Joe Salisbury                 | 0–6, 3–6                           |

## Risultati in progressione
| Sigla | Risultato               |
| ----- | ----------------------- |
| V     | Vincitore               |
| F     | Finalista               |
| SF    | Semifinalista           |
| O     | Oro olimpico            |
| A     | Argento olimpico        |
| SF    | Bronzo olimpico         |
| QF    | Quarti di Finale        |
| 4T    | Quarto turno            |
| 3T    | Terzo turno             |
| 2T    | Secondo turno           |
| 1T    | Primo turno             |
| RR    | Round Robin             |
| LQ    | Turno di qualificazione |
| A     | Assente                 |
| ND    | Non disputato           |

| Legenda superfici    |
| -------------------- |
| Cemento              |
| Terra battuta        |
| Erba                 |
| Superficie variabile |

### Singolare
| Tornei Grande Slam |     |               |               |               |     |               |               |               |     |               |               |               |     |               |               |               |     |               |               |               |               |       |
| Australian Open    | A   | 1T            | A             | A             | 1T  | A             | A             | 2T            | 2T  | A             | A             | 2T            | 3T  | A             | 1T            | Q1            | 2T  | 1T            | Q1            | Q1            | Q1            | 6-9   |
| Open di Francia    | 1T  | 1T            | A             | 1T            | 1T  | A             | 1T            | 1T            | 1T  | Q2            | 2T            | 1T            | 3T  | 1T            | 1T            | 3T            | 2T  | 1T            | 1T            | 3T            | A             | 8-17  |
| Wimbledon          | A   | A             | A             | A             | A   | A             | 3T            | 2T            | 1T  | 1T            | 1T            | 1T            | 2T  | 2T            | 1T            | 2T            | 4T  | 1T            | Q2            | Q1            | ND            | 9-12  |
| US Open            | A   | A             | A             | 1T            | 1T  | A             | 2T            | 1T            | 1T  | Q1            | Q3            | 2T            | 1T  | 1T            | 1T            | 2T            | 3T  | 3T            | 2T            | Q2            | A             | 8-13  |
| Vittorie-Sconfitte | 0-1 | 0-2           | 0-0           | 0-2           | 0-3 | 0-0           | 3-3           | 2-4           | 1-4 | 0-1           | 1-2           | 2-4           | 5-4 | 1-3           | 0-4           | 4-4           | 7-4 | 2-4           | 1-2           | 2-1           | 0-0           | 31-51 |
| Giochi Olimpici    |     |               |               |               |     |               |               |               |     |               |               |               |     |               |               |               |     |               |               |               |               |       |
| Giochi Olimpici    | A   | Non disputati | Non disputati | Non disputati | A   | Non disputati | Non disputati | Non disputati | A   | Non disputati | Non disputati | Non disputati | A   | Non disputati | Non disputati | Non disputati | A   | Non disputati | Non disputati | Non disputati | Non disputati | 0-0   |
| Vittorie-Sconfitte | 0-0 | Non disputati | Non disputati | Non disputati | 0-0 | Non disputati | Non disputati | Non disputati | 0-0 | Non disputati | Non disputati | Non disputati | 0-0 | Non disputati | Non disputati | Non disputati | 0-0 | Non disputati | Non disputati | Non disputati | Non disputati | 0-0   |

### Doppio
| Tornei Grande Slam  |     |               |               |               |     |               |               |               |     |               |               |               |     |               |               |               |      |               |               |               |               |        |
| Australian Open     | A   | A             | A             | A             | 3T  | 2T            | 1T            | QF            | 3T  | A             | A             | A             | 1T  | 1T            | SF            | F             | 2T   | QF            | 2T            | V             | 1T            | 28-13  |
| Open di Francia     | 2T  | 1T            | 1T            | 2T            | 1T  | 1T            | QF            | 2T            | A   | 3T            | 1T            | 3T            | 2T  | F             | 3T            | 3T            | 3T   | 1T            | V             | 2T            | 3T            | 31-19  |
| Wimbledon           | A   | A             | A             | A             | 2T  | 1T            | 1T            | 1T            | 3T  | A             | 1T            | 2T            | 1T  | 2T            | SF            | 3T            | V    | 2T            | 2T            | F             | ND            | 24-14  |
| US Open             | A   | A             | A             | A             | SF  | QF            | 1T            | SF            | 2T  | 1T            | 1T            | A             | QF  | 3T            | 2T            | V             | SF   | 1T            | 3T            | 1T            | 1T            | 30-14  |
| Vittorie-Sconfitte  | 1-1 | 0-1           | 0-1           | 1-1           | 7-4 | 4-4           | 3-4           | 8-4           | 5-3 | 2-2           | 0-3           | 3-2           | 4-4 | 8-4           | 11-3          | 15-3          | 13-3 | 4-4           | 10-3          | 12-3          | 2-3           | 108-59 |
| Torneo di Fine Anno |     |               |               |               |     |               |               |               |     |               |               |               |     |               |               |               |      |               |               |               |               |        |
| ATP Finals          | A   | A             | A             | A             | A   | A             | A             | A             | A   | A             | A             | A             | A   | A             | A             | RR            | RR   | RR            | F             | V             | A             | 10-8   |
| Vittorie-Sconfitte  | 0-0 | 0-0           | 0-0           | 0-0           | 0-0 | 0-0           | 0-0           | 0-0           | 0-0 | 0-0           | 0-0           | 0-0           | 0-0 | 0-0           | 0-0           | 1-2           | 0-3  | 1-1           | 3-2           | 5-0           | 0-0           | 10-8   |
| Giochi Olimpici     |     |               |               |               |     |               |               |               |     |               |               |               |     |               |               |               |      |               |               |               |               |        |
| Giochi Olimpici     | A   | Non disputati | Non disputati | Non disputati | A   | Non disputati | Non disputati | Non disputati | A   | Non disputati | Non disputati | Non disputati | A   | Non disputati | Non disputati | Non disputati | 1T   | Non disputati | Non disputati | Non disputati | Non disputati | 0-1    |
| Vittorie-Sconfitte  | 0-0 | Non disputati | Non disputati | Non disputati | 0-0 | Non disputati | Non disputati | Non disputati | 0-0 | Non disputati | Non disputati | Non disputati | 0-0 | Non disputati | Non disputati | Non disputati | 0-1  | Non disputati | Non disputati | Non disputati | Non disputati | 0-1    |

### Doppio misto
| Tornei Grande Slam |               |               |               |     |               |               |               |     |               |               |               |               |      |
| Australian Open    | A             | A             | A             | A   | A             | A             | A             | A   | 1T            | A             | 1T            | A             | 0-2  |
| Open di Francia    | 1T            | 2T            | 1T            | 1T  | 1T            | 1T            | 1T            | 1T  | A             | A             | A             | ND            | 1-7  |
| Wimbledon          | A             | A             | A             | A   | A             | A             | A             | A   | A             | 2T            | 1T            | ND            | 1-2  |
| US Open            | A             | A             | A             | A   | A             | A             | A             | A   | A             | A             | A             | ND            | 0-0  |
| Vittorie-Sconfitte | 0-1           | 1-1           | 0-1           | 0-1 | 0-1           | 0-1           | 0-1           | 0-0 | 0-1           | 1-1           | 0-2           | 0-0           | 2-11 |
| Giochi Olimpici    |               |               |               |     |               |               |               |     |               |               |               |               |      |
| Giochi Olimpici    | Non disputati | Non disputati | Non disputati | A   | Non disputati | Non disputati | Non disputati | 1T  | Non disputati | Non disputati | Non disputati | Non disputati | 0-1  |
| Vittorie-Sconfitte | Non disputati | Non disputati | Non disputati | 0-0 | Non disputati | Non disputati | Non disputati | 0-1 | Non disputati | Non disputati | Non disputati | Non disputati | 0-1  |